# 今井ちひろ
今井 ちひろ（いまい ちひろ、1982年10月22日 - ）は、日本のタレント、ファッションモデル、女優。所属事務所はスターダストプロモーション。

## 来歴・人物
小学生の頃から子役として活躍。ファッション雑誌「ピチレモン」の専属モデル（1995年 - ?）でもあった。

## 出演

### テレビドラマ
- 税務調査官・窓際太郎の事件簿1（1998年、TBS） - 真田祥子 役
- 税務調査官・窓際太郎の事件簿2（1999年、TBS） - 真田祥子 役
- 税務調査官・窓際太郎の事件簿3（1999年、TBS） - 真田祥子 役
- 多重人格探偵サイコ/雨宮一彦の帰還（2000年、WOWOW）
- おとり捜査官・北見志穂9（2005年5月28日、テレビ朝日） - 小野妙子 役
- 土曜ワイド劇場「終着駅の牛尾刑事VS事件記者・冴子8 致死海流」（2008年12月20日、テレビ朝日）
- 相棒 Season 11 第8話「棋風」（2013年12月5日、テレビ朝日） - インタビュアー 役

### バラエティ／他
- ポンキッキーズ（フジテレビ）
- IT'sアクセス（1996年10月 - 1997年9月、テレビ東京）
- 原宿ロンチャーズ（BS朝日）
- 芸恋リアル（2006年4月17日 - 2007年7月23日、日本テレビ系） - アシスタント

### CM
- グリコ協同乳業 プッチンプリン（1997年）
- JR西日本 三都物語（2004年）

### 映画
- 独立少年合唱団（2000年）

### 舞台
- アルゴミュージカル「魔法使いの夏休み」（1991年）
- アルゴミュージカル「アイスクリーム応援団」（1992年）
- アルゴミュージカル「真夏のシンデレラ館で」（1993年）
- 美少女戦士セーラームーン・永遠伝説（1997年）- 土萠ほたる／セーラーサターン 役
- 忠臣蔵〜水戸黄門外伝・元禄仇討ち裏事情〜（2006年）
- SECOND・N　PRODUCE　VOL.4「絡縺 RAKU-REN」（2014年）

### OVA
- イリヤの空、UFOの夏（2005年、エリカ・プラウドフット）

### DVD
- サンリオぽこあぽこシリーズ（2007年）
  - 「ハローキティのマジカルあいうえお」
  - 「ウサハナのマジカルかずとかたち」
  - 「シナモンのおうちでちゃれんじ」
  - 「シナモンのげんきにおでかけ」
  - 「シナモンのみんなともだち」

### シングル
| 枚  | 発売日        | タイトル     | 規格品番 | 最高位 |
| --- | ------------- | ------------ | -------- | ------ |
| 1st | 2005年3月24日 | Forever Blue | KDCM-35  | 位     |